# Acmaeodera wickenburgana
Acmaeodera wickenburgana är en skalbaggsart som beskrevs av Knull 1939. Acmaeodera wickenburgana ingår i släktet Acmaeodera och familjen praktbaggar. Inga underarter finns listade i Catalogue of Life.